# Abbott (Texas)
Abbott è un comune degli Stati Uniti d'America, nella Contea di Hill, nello Stato del Texas.
È la città natale del cantante Willie Nelson.
Secondo il censimento del 2000, vi abitano 300 persone: il 96% della popolazione è bianca, l'1% afro-americana, il 3% di altre etnie.
La città ha una superficie di 1,5 km², e si trova a latitudine 31°53'2" N e longitudine 97°4'32" W.